# Mojo Records
Mojo Records é uma Gravadora Californiana fundada em 1995 pelo produtor Jay Rifkin. E tornou-se uma Joint venture com a Universal Music Group em 1996 e fou vendida para a Zomba Group em 2001, que acabou deixando sob a administração da sua subsidiária Jive Records. A gravadora se mantem inativa depois que a BGM assumio a Zomba em 2003,exceto por reedições alguns materiais antigos.

## Álbuns e Artistas
- Admiral Twin (Rock Alternativo)
  - Mock Heroic (2000)
- Cherry Poppin' Daddies (rock/ska/swing)
  - Zoot Suit Riot (1997)
  - Soul Caddy (2000)
- The Ernies (rock alternativo/ska punk)
  - Meson Ray (1999)
- Factory 81 (Nu-metal)
  - Mankind (1999)
- Goldfinger (ska punk/pop punk)
  - Goldfinger (1996)
  - Stomping Ground (2000)
  - Foot in Mouth (2001)
  - Open Your Eyes (2002)
  - The Best of Goldfinger (2005)
- Pilfers (ska/rock)
  - Chawalaleng (1999)
- Reel Big Fish (ska punk)
  - Turn the Radio Off (1996)
  - Why Do They Rock So Hard? (1998)
  - Cheer Up! (2002)
  - Favorite Noise (2002)
  - We're Not Happy 'Til You're Not Happy (2005)
- Weston (pop punk)
  - The Massed Albert Sounds (2000)
- White Hot Odyssey (glam rock)
  - White Hot Odyssey (2004)